# Königreich beider Sizilien
Das Königreich beider Sizilien (italienisch Regno delle Due Sicilie) war ein von 1816 bis 1860 bestehender Staat in Süditalien. Es entstand am 8. Dezember 1816 durch staatsrechtliche Vereinigung zweier bis dahin nur in Personalunion verbundener Königreiche, die beide aus historischen Gründen die Bezeichnung „Königreich Sizilien“ trugen, da sie in einer päpstlichen Bulle von Papst Clemens IV. aus dem Jahr 1265 als Königreich Sizilien diesseits und jenseits des Leuchtturms (lateinisch Regnum Siciliae citra et ultra Pharum) bezeichnet wurden, wobei der Leuchtturm von Messina gemeint war. Das jenseitige Königreich Sizilien („Regno di Sicilia ulteriore“) umfasste die Insel Sizilien mit der Hauptstadt Palermo, während das diesseitige Königreich Sizilien („Regno di Sicilia citeriore“) südliche Teile der Apenninhalbinsel mit der Hauptstadt Neapel umfasste, wobei dieses „Festland-Sizilien“ zur besseren Unterscheidung auch als Königreich Neapel bezeichnet wird. Das Königreich beider Sizilien umfasste somit ganz Unteritalien und war bis zur Einigung Italiens der größte der italienischen Teilstaaten, allerdings auch der wirtschaftlich ärmste. Die Staatsform war seit 1816 die der absoluten Monarchie; erst am 29. Januar 1848 erhielt das Königreich eine Verfassung. Das Königreich beider Sizilien bestand bis 1860, als es von Freischärlern unter Führung von Giuseppe Garibaldi erobert und mit dem neugeschaffenen Königreich Italien vereint wurde. Der letzte König Franz II. kapitulierte am 13. Februar 1861.

## Geschichte

### Normannisches Reich in Sizilien und Süditalien und Aufteilung in zwei Reiche

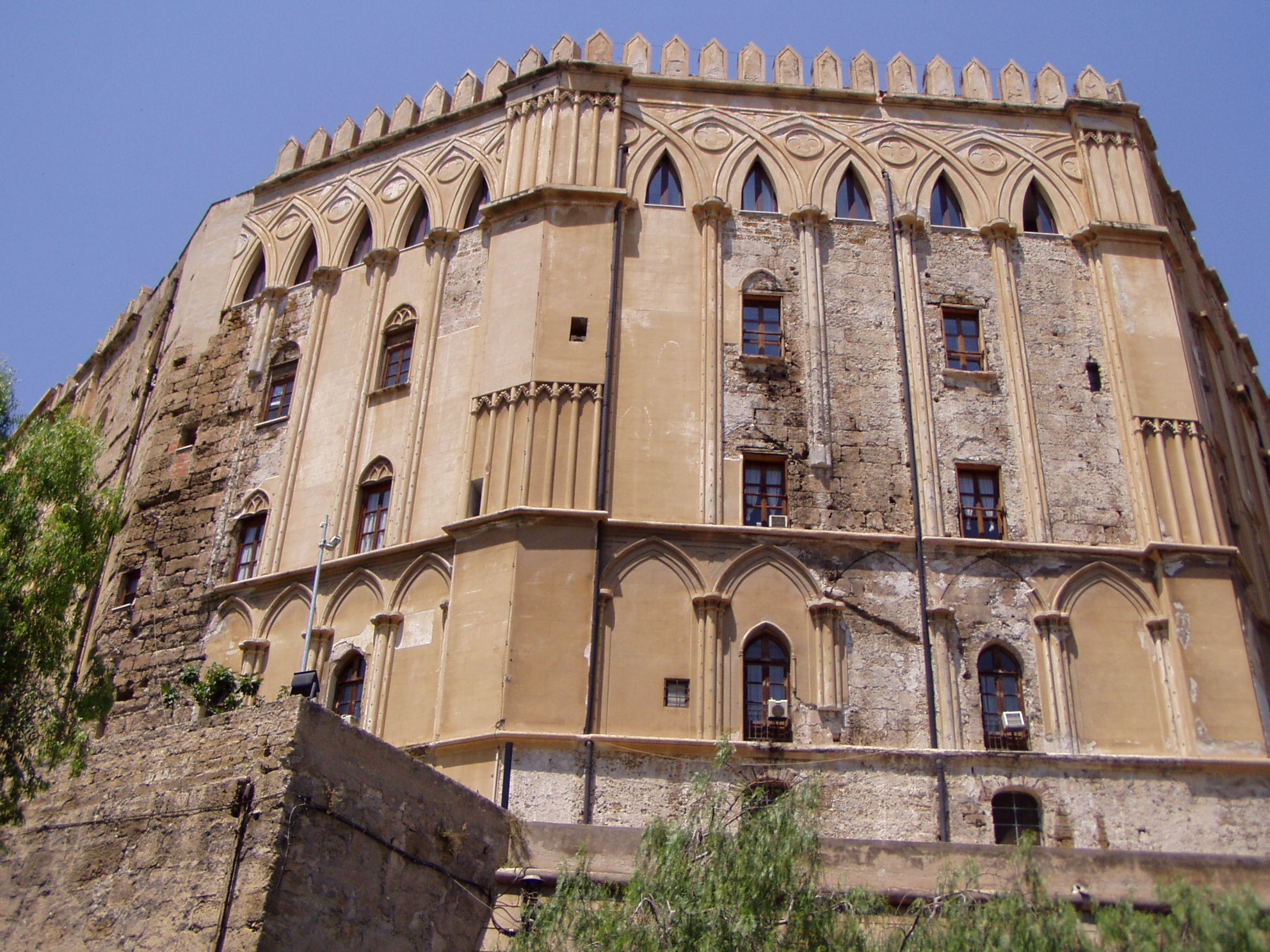
Palazzo Reale in Palermo, erbaut von Roger II. (1. Hälfte 12. Jh.)

Ab 1061 eroberten normannische Krieger die seit 827 von den Sarazenen beherrschte Insel Sizilien. Der Eroberer Roger I. wurde zum Grafen von Sizilien und Kalabrien. Sein Sohn Roger II. erbte dazu noch das Herzogtum Apulien. 1131 wurde daraus das Königreich Sizilien. Durch weitere Eroberungen konnte Roger II. seinen Herrschaftsbereich über ganz Unteritalien bis zum Kirchenstaat ausdehnen. Das bis dahin normannische Königreich Sizilien fiel 1194 an den Staufer Heinrich VI., der 1186 Konstanze von Sizilien geheiratet hatte, die Tochter des Normannenkönigs Roger II. von Sizilien und Tante und Erbin des letzten Normannenkönigs Wilhelm II. Konkurrierende Gegenkönige aus der normannischen Herrscherfamilie wurden schließlich mit militärischer Gewalt beseitigt.
Als 1197 Heinrich VI. starb, übernahm Konstanze die Herrschaft über das sizilianische Königreich als Regentin für ihren Sohn. Dieser war als Friedrich II. bereits im Alter von zwei Jahren 1196 auch zum deutschen König gewählt worden, wurde aber nach dem Tod seines Vaters als solcher nicht mehr anerkannt. 1212 wurde er auf Betreiben des Papstes (Innozenz III.) dann doch noch deutscher König, zunächst als Gegenkönig zu Otto IV., und 1220 zum Kaiser gekrönt. Friedrich II. (Friedrich I. von Sizilien) hielt sich aber nur selten auf deutschem Boden auf, sondern regierte sein Reich von Süditalien aus. Im Gegensatz zum (langobardischen) Königreich Italien nördlich des Kirchenstaates wurde das Königreich Sizilien nie Teil des Heiligen Römischen Reiches.
Infolge des sich verschärfenden Konflikts zwischen der Staufer-Dynastie und dem Papsttum wurde 1265 der französische Prinz Karl von Anjou durch Papst Clemens IV. auf den sizilianischen Thron gehoben. Karls Machtübernahme erfolgte 1266 durch dessen Sieg über den Stauferkönig Manfred, der Sizilien zunächst als Regent für seinen unmündigen und abwesenden Neffen Konradin verwaltet, dann aber selbst die Königswürde angenommen hatte. Als letzter Staufer, der Anspruch auf den sizilianischen Thron erhob und darum kämpfte, wurde Konradin 1268 gefangen genommen und von seinem Gegner in Neapel hingerichtet. Anders als in Neapel, das den Schwerpunkt der Anjou-Herrschaft bildete, wurde die französische Herrschaft auf Sizilien schon nach wenigen Jahren durch die Volkserhebung von 1282 („Sizilianische Vesper“) beseitigt, die stattdessen Peter III. von Aragon, einen Schwiegersohn des Stauferkönigs Manfred, auch zum König der Insel erhob. Das alte normannisch-staufische Königreich war seither – trotz wechselseitiger Herrschaftsansprüche – faktisch in das aragonesische Königreich von Sizilien und das durch die Anjou regierte Königreich Neapel geteilt. Im Frieden von Caltabellotta 1302 erkannte der aragonesische König Friedrich II. von Sizilien und der angevinische König Karl II. von Neapel die Herrschaft des jeweils Anderen an, wobei jedoch für die Insel die antike Bezeichnung „Trinacria“ gewählt wurde, während der Titel „König von Sizilien“ mit der neapolitanischen Herrschaft verbunden blieb, womit es nun zwei Königreiche mit Namen Sizilien gab.
Eine kurze „Wiedervereinigung“ erfolgte von Sizilien aus, als 1442 der aragonesisch-sizilianische König Alfons V. auch das Königreich Neapel unter seine Herrschaft brachte. Mit Alfons’ Tod löste sich diese süditalienische Personalunion wieder auf, da der aragonesische Thronerbe Johann II. (1458 – 1479) lediglich in Sizilien anerkannt wurde, nicht aber in Neapel, wo Ferdinand (Ferrante, 1458 – 1494), ein unehelicher Sohn Alfons’ V., 1458 die Herrschaft an sich riss. Dessen Nachfahren verloren jedoch Neapel 1495 zuerst an den französischen König Karl VIII., der alte Anjou-Thronrechte für sich reklamierte, und am Ende der dadurch ausgelösten Kriege 1501/04 an König Ferdinand V. von Aragon und Sizilien (1479 – 1516).

### Personalunion beider Reiche
Durch die dynastische Verbindung 1494 der Habsburger mit den Häusern Aragon und Kastilien fielen 1516 auch Neapel und Sizilien an Karl V. Mit dem Aussterben der spanischen Habsburger 1700 gerieten Neapel und Sizilien in die Wirren des Spanischen Erbfolgekriegs. Nach anfänglicher Herrschaft der nun in Spanien regierenden Bourbonen wurde Mittelitalien 1707/08 von Österreich besetzt, dessen habsburgische Linie ebenfalls Anspruch auf das Königreich erhob. Die Friedensschlüsse von 1713/14 (Utrecht/Rastatt) beließen das Königreich Neapel bei Österreich, wiesen hingegen das Königreich Sizilien Viktor Amadeus von Savoyen zu, der dieses aber 1720 mit den Habsburgern gegen Sardinien eintauschte. Seit dieser Zeit spricht man von „Neapel-Sizilien“. Bis 1735 wurde die Königreiche Neapel und Sizilien nun von Österreich regiert.
Im Polnischen Thronfolgekrieg wurden die Österreicher hier von spanischen Truppen bedrängt, die die Ansprüche des Herzogs von Parma und spanischen Infanten Karl auf Neapel und Sizilien stützten und 1734 bei Bitonto siegten.
Infant Karl aus dem Haus Bourbon regierte beide Sizilien von 1735 bis 1759, bis er König von Spanien wurde. Er war seit über 230 Jahren der erste König von Neapel und Sizilien, der persönlich dort lebte und regierte. Herrschaftszentrum wurde bzw. blieb Neapel, das von den neuen Bourbonen-Königen prachtvoll ausgebaut wurde, während Sizilien einen zweitrangigen und halbkolonialen Status beibehielt  Als dieser durchsetzungsstarke Monarch 1759 König von Spanien wurde, musste er, da diese Krone gemäß internationalen Verträgen mit Neapel-Sizilien nicht vereinigt werden durfte, sein bisheriges Reich an seinen jüngeren Sohn Ferdinand IV. abtreten, der die Nebenlinie Bourbon-Sizilien begründete. Diese wurde durch die Heirat von Ferdinand IV. und Maria Karolina von Österreich, einer Tochter von Kaiserin Maria Theresia, am 12. Mai 1768 mit den österreichischen Habsburgern verbunden. Dominierte zunächst der doppelte Einfluss der Großmächte Spanien und Österreich, geriet Neapel-Sizilien – insbesondere im Zuge der französischen Revolutionskriege ab 1792 – immer stärker in direkte Abhängigkeit von der Seemacht Großbritannien, um sich der neuen europäischen Vormacht Frankreich zu erwehren.

### Französische Revolution und Napoleonische Kriege
1799 wurde die Bourbonen-Herrschaft im Teilkönigreich Neapel durch revolutionäre französische Truppen beendet, die dort gemeinsam mit süditalienischen Anhängern der Revolution die Parthenopäische Republik etablierten. Der unter britischem Schutz in seine sizilianische Hauptstadt Palermo geflüchtete König wurde jedoch durch den baldigen Rückzug der Franzosen und einen blutigen antirevolutionären Aufstand der Landbevölkerung unter Führung des Kardinals Fabrizio Ruffo in Neapel zurück an die Macht gebracht. Zahlreiche einheimische Revolutionäre wurden daraufhin hingerichtet. Der grausame antirevolutionäre Furor der sizilianischen Bourbonen – namentlich der habsburgischen Königin Maria Carolina – hat sich kolportagehaft um 1900 noch in der Puccini-Oper Tosca in Gestalt des schurkischen bourbonischen Polizeichefs Baron Scarpia niedergeschlagen. 1806 eroberte der französische Kaiser Napoleon I. Neapel zum zweiten Mal. In enger Abhängigkeit von Frankreich entstand das Bonapartiden-Königreich Neapel, zunächst unter der Herrschaft von Napoleons Bruder Joseph Bonaparte, der 1808 ins ebenfalls eroberte Spanien wechselte, danach unter Napoleons Schwager Joachim Murat, der sich in Neapel nach Napoleons erstem Sturz 1814 durch rechtzeitigen Seitenwechsel weiter halten konnte, 1815 jedoch – nunmehr auf Seiten des zurückgekehrten, aber bei Waterloo entscheidend geschlagenen Napoleon – sein Reich und wenig später sein Leben verlor.

### Vereinigung zum Königreich beider Sizilien

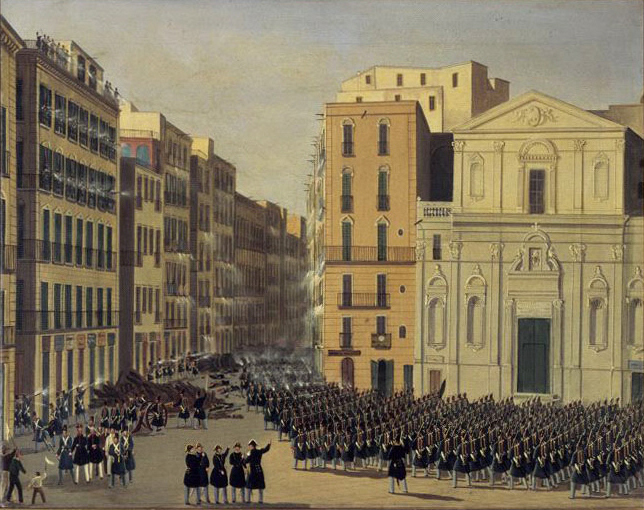
Straßenkampf des 4. Schweizerregiments in Neapel, 15. Mai 1848

In der Zwischenzeit hatte der Bourbone Ferdinand unter dem Schutz der britischen Flotte sein Teilkönigreich Sizilien behauptet, musste dort jedoch aufgrund wachsender Forderungen des Adels nach innenpolitischer Mitbestimmung und aufgrund massiven britischen Drucks 1812 eine Verfassung und ein modernes Parlament gewähren. Nach der Wiederinbesitznahme Neapels 1815 tat der Bourbonenkönig im Kontext allgemeiner europäischer Reaktionspolitik unter Führung Österreichs und Russlands daher alles, um diese erzwungenen liberalen Zugeständnisse wieder rückgängig zu machen. Als er mit internationaler Zustimmung Neapel und Sizilien 1816 zum Königreich beider Sizilien (Regno delle Due Sicilie) vereinigte und sich fortan König Ferdinand I. beider Sizilien nannte, hatte er mit dieser staatlichen Vereinigung vor allem die Abschaffung der eigenständigen sizilianischen Verfassung und des dortigen Parlaments zum Ziel. Bis zum Anschluss an das Königreich Sardinien 1860 wurden die Regierungsgeschäfte von einer Folge von 17 Ministerpräsidenten geführt.
Durch diese aufgezwungene Staatseinigung, die zudem antikonstitutionell und reaktionär war, wurde jedoch der Widerstandsgeist und Separatismus auf Sizilien in der Folge immer wieder angefacht. Als es 1820 in Neapel zu einem Militärputsch kam, der Ferdinand zur Gewährung einer Verfassung für den Gesamtstaat beider Sizilien zwang, die schon 1821 durch eine international gebilligte österreichische Militär-Intervention wieder beseitigt wurde, schloss sich Sizilien den neapolitanischen Liberalen nicht an, sondern kämpfte für die Wiederherstellung seiner Eigenstaatlichkeit und der eigenen Verfassung von 1812, was – neben der Kompromisslosigkeit der neapolitanischen Führer – zum Scheitern beider Revolutionen erheblich beitrug. Ähnliches wiederholte sich 1848: Zunächst zwang ein von Francesco Crispi initiierter Aufstand in Palermo den sizilianischen König Ferdinand II., um Ähnliches in Neapel zu vermeiden, zur Gewährung einer Verfassung für seinen Gesamtstaat, doch eine weitere revolutionäre Eskalation auf Sizilien, das sich für völlig unabhängig und die Bourbonen für abgesetzt erklärte, ermöglichte dem König zunächst in Neapel, dann auch auf Sizilien eine brutale militärische Niederschlagung aller Opposition. Wegen der rücksichtslosen Beschießung Palermos durch neapolitanische Kriegsschiffe erhielt Ferdinand II. den Schimpfnamen „Re Bomba“ (König Kanonenkugel). Unter den europäischen Liberalen wurde sein Regime seither als Gewaltherrschaft angeklagt. Das führte in der entscheidenden Krise von 1859/61 dazu, dass Sizilien der italienischen Einheitsbewegung außenpolitisch isoliert gegenüberstand.
Im Juli 1831 tauchte eine Vulkaninsel im Golf von Sizilien auf, die nach dem König von Neapel Ferdinandea benannt wurde und zum Zankapfel zwischen dem Königreich und England zu werden drohte. Bevor jedoch ernsthafte Auseinandersetzungen ausbrachen, verschwand die Insel wieder infolge der Brandung des Mittelmeeres unter die Meeresoberfläche.

Italien im Jahr 1843

Zunächst beseitigte 1859 der Verlauf des französisch-sardinisch-österreichischen Krieges die bisherige österreichische Herrschaft in Ober- und Mittelitalien, was 1860 zum Anschluss aller bisherigen italienischen Staaten (außer einem verkleinerten Kirchenstaat und Sizilien) an das Königreich Sardinien führte. In dieser Krise, die den 1849 von Österreich noch einmal wiederhergestellten reaktionären Status quo in Italien völlig zerschlug, blieb das süditalienische Königreich beider Sizilien unter dem jungen König Franz II. neutral, ohne zu erkennen, dass höchstens eine rasche Anpassung an die liberal-nationalen Tendenzen eine Eigenstaatlichkeit vielleicht noch hätte retten können. Angebote des nun übermächtigen Sardinien zum friedlichen Anschluss an die entstehende konstitutionell-liberale Monarchie Italien lehnte der letzte Bourbone ab, innenpolitische Zugeständnisse desselben kamen zu spät, blieben halbherzig und fanden angesichts der Unzuverlässigkeit seiner Vorfahren wohl auch kaum Vertrauen.

### Risorgimento und Eingliederung ins Königreich Italien

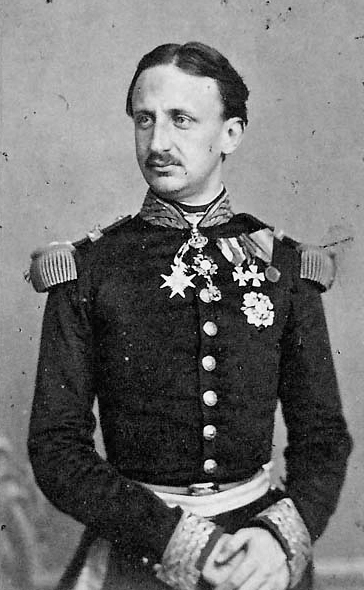
Franz II., der letzte König beider Sizilien

Als eine in Sardinien aufgestellte Freischar, der Zug der Tausend, unter Führung des Revolutionärs Garibaldi im Mai 1860 zuerst auf Sizilien landete, nach dessen „Befreiung“ dann in Neapel einmarschierte, fiel daher das Bourbonen-Regime zusammen. Franz II. zog sich mit den Resten seiner Armee in die Festung Gaeta zurück (vgl. General Felix von Schumacher, der Verteidiger von Gaeta). Um die Eroberung Italiens nicht „linken“ Revolutionären zu überlassen, erklärte nunmehr der König von Sardinien, Viktor Emanuel II., der sizilianischen Monarchie den Krieg, der im Februar 1861 mit der Kapitulation von Gaeta endete.
Der letzte König beider Sizilien zog sich ins römische Exil zurück, sein bisheriges Königreich schloss sich über gelenkte Plebiszite dem neuen Italien an. Diesen revolutionären Umbruch schilderte Giuseppe Tomasi di Lampedusa später in dem Roman Il Gattopardo („Wenn wir wollen, dass alles bleibt wie es ist, muss sich alles ändern“), der 1963 auch unter dem Titel Der Leopard verfilmt wurde.
Vielfach ist unbekannt, dass die italienische Armee in den Folgejahren einen Unterwerfungskrieg gegen die sogenannten „Briganten“ wie Carmine Crocco und Damiano Vellucci führte. Dieser Partisanenkrieg wurde auf beiden Seiten mit äußerster Grausamkeit geführt. Die Mehrzahl der Briganten widersetzte sich dem sehr viel präsenteren modernen Nationalstaat. Als bourbonentreue Kräfte, die, wie etwa die Ruffo-Bewegung um 1800, eine Wiedererrichtung des Ancien Régime zum Ziel gehabt hätten, können sie jedoch nur bedingt bezeichnet werden. Allerdings trifft es zu, dass sich die bourbonische Monarchie in den beiden Sizilien grundsätzlich weniger auf den Adel oder das höhere Stadtbürgertum, sondern primär auf Militär und Polizei und notfalls auf eine gewaltbereite Unterschicht gestützt hat. Die Rückständigkeit des Landes zeigte sich 1861 in einer Alphabetisierungsrate von 10 bis 15 %, während im Norden nur etwa die Hälfte Analphabeten waren.

## Flaggen

Flagge 1816–1848 und 1849–1860
Flagge 1848–1849
Flagge 1860–1861
Königliche Standarte 1829–1861